# 延原武春
延原 武春（のぶはら たけはる、1943年4月3日 - ）は、日本の指揮者、オーボエ奏者。大阪府出身。1966年（昭和41年）大阪音楽大学卒。

## 人物
1943年、大阪府吹田市に生まれる。小学生の頃にヴァイオリンやピアノ、茶道や華道を習ったが、中学生の頃に母親が離婚したことに伴い経済状況が一変し、各地を転々としたのち豊中市へ転居した。大阪音楽大学附属音楽高校に入学後「オーケストラで担当する人がいないから」という理由でオーボエを演奏することになり、1日8時間の練習に励んだ。なお、楽器の入手も困難な時代であり、延原が実際にオーボエを手にしたのは2年生の時であった。
1963年、日本テレマン協会を組織。現在は傘下の演奏団体であるテレマン室内オーケストラ、テレマン室内合唱団を率いて活動。
ドイツ文化省の招聘を受けテレマン室内管弦楽団と共に4度渡独。1985年、ライプツィヒ・「バッハ生誕300年記念国際音楽祭」に、世界19カ国の演奏団体と共に参加。また1999年、バロック楽器（古楽器）の団体、コレギウム・ムジクム・テレマンをチェンバロの中野振一郎と共に率いて渡独。その後も、イギリス、フランス、アメリカ合衆国、大韓民国等で演奏旅行を行う。また1984年12月にライプツィヒのゲヴァントハウス・バッハオーケストラを、1985年にズール・フィルハーモニー、1989年にはライプツィヒ放送管弦楽団を客演指揮した。2001年9月に大阪センチュリー交響楽団、2003年4月にはオーケストラ・アンサンブル金沢を指揮。
2003年、日本テレマン協会40周年記念事業の一環として東京文化会館小ホールにて開催された「第150回記念定期演奏会」で、オーボエ奏者として5曲のオーボエ協奏曲（テレマン、ヘンデル、アルビノーニ、マルチェロ）を演奏。あわせて発売された延原自身初のCD（当日の曲目にバッハが加えられている）は、「レコード芸術」4月号で特薦に選ばれた。同年5月には、ドイツのバッハ・アルヒーフ主催「バッハ フェスティバル ライプツィヒ2003」に、グスタフ・レオンハルト、トン・コープマン、クリストフ・ルセ、フィリップ・ヘレヴェッヘなど世界一流の音楽家たちと共に、コレギウム・ムジクム・テレマンを率いて出演。その後アイゼナハ、マクデブルク等で公演を行いNHK教育テレビ「芸術劇場」で放映された。2004年9月、2枚目のCD「星に願いを」を発売。2019年、日本テレマン協会創設当初からの演奏会プロデュースによるクラシック音楽普及に対する功績が認められ、第7回ベストプロデュース賞を受賞。2020年に自身のオーボエ生活60周年を記念したCD「延原武春アヴェ・マリア 心のオーボエVol.2」をリリース。2020年には新型コロナウイルス感染拡大に伴った公演規模の縮小を逆手に取り、ベートーヴェンが貴族の邸宅で行っていた交響曲の試演会を再現した形で公演を実施。2021年には自身のオーボエ生活60周年を記念して大阪と東京でリサイタルを開催。サリエリやストリナザッキといった、これまで歴史に埋もれていた作曲家の作品にもスポットを当てることで、18世紀音楽のレパートリーの深化と拡充に成功している。
現在、日本テレマン協会音楽監督の他、（社）日本演奏連盟関西委員会委員、大阪市ユースオーケストラ音楽監督等を務める。

## 主な受賞歴
- 1977年：第32回文化庁芸術祭優秀賞
- 1983年：神戸市文化奨励賞[7]
- 1984年：第4回井植文化賞
- 1986年：サントリー音楽賞[8]
- 2000年：平成12年度兵庫県功労者表彰（県民生活振興功労賞）
- 2002年：第37回大阪市民表彰
- 2004年：神戸市文化賞[7]
- 2009年：ドイツ連邦共和国功労勲章功労十字小綬章
- 2019年：第7回ベストプロデュース賞を受賞。[2]
- 2024年：地域文化功労者[9]

## ＣＤ
- テレマン作品集1 組曲「昔と今の諸国の人々」(WWCC-7406)
- 延原武春 オーボエ協奏曲・バロック名曲集(WWCC-7432)
- 「星に願いを」延原武春・心のオーボエ(WWCC-7478)
- 「100人の第九」延原武春指揮 テレマン室内合唱団(WWCC-7543)
- テレマン作品集２「テレマン・プチ・アンサンブルによる７つのトリオ・ソナタ」WWCC-7567)
- ベートーヴェン交響曲第1番・第2番 延原武春指揮・テレマン室内オーケストラ(WWCC-7610)
- ベートーヴェン交響曲第3番・第4番 延原武春指揮・テレマン室内オーケストラ(WWCC-7622)
- ベートーヴェン交響曲第5番・第6番 延原武春指揮・テレマン室内オーケストラ(WWCC-7629)
- ベートーヴェン交響曲第7番・第8番 延原武春指揮・テレマン室内オーケストラ(WWCC-7639)
- ベートーヴェン交響曲第9番「合唱付」延原武春指揮・テレマン室内合唱団(WWCC-7658)
- ベートーヴェン「合唱幻想曲」＆「ミサ曲 ハ長調」延原武春指揮・テレマン室内合唱団(WWCC-7667)
- マーラー没後100年記念 G.マーラー「亡き児を偲ぶ歌」「交響曲第4番」(WWCC-7695-6)
- ブラームス 交響曲第1番（第2楽章初稿版）　延原武春指揮・日本フィルハーモニー交響楽団
- ヴァイオリン協奏曲「ムガール大帝」「四季」(WWCC-7706)
- 浅井咲乃(ヴァイオリン)の「よろこび」と「かなしみ」(WWCC-7758)
- ブラームス「ドイツ・レクイエム」延原武春指揮・コードリベット・コール(WWCC-7778)
- 延原武春 日本センチュリー交響楽団 ベートーヴェン「田園」
- J.S.バッハ ブランデンブルク協奏曲全曲 延原武春指揮・テレマン室内オーケストラ(WWCC-7901～2)
- 「アヴェ・マリア」延原武春・心のオーボエVol.2 (WWCC-7928)
- 延原武春×小林道夫「無言歌」(WWCC-7952)
- テレマン作品集３「様々な楽器のための協奏曲」(WWCC-7957)
- 延原武春指揮 J.S.バッハ 管弦楽組曲集（WWCC-7986）